# Sustainable Aviation Fuel

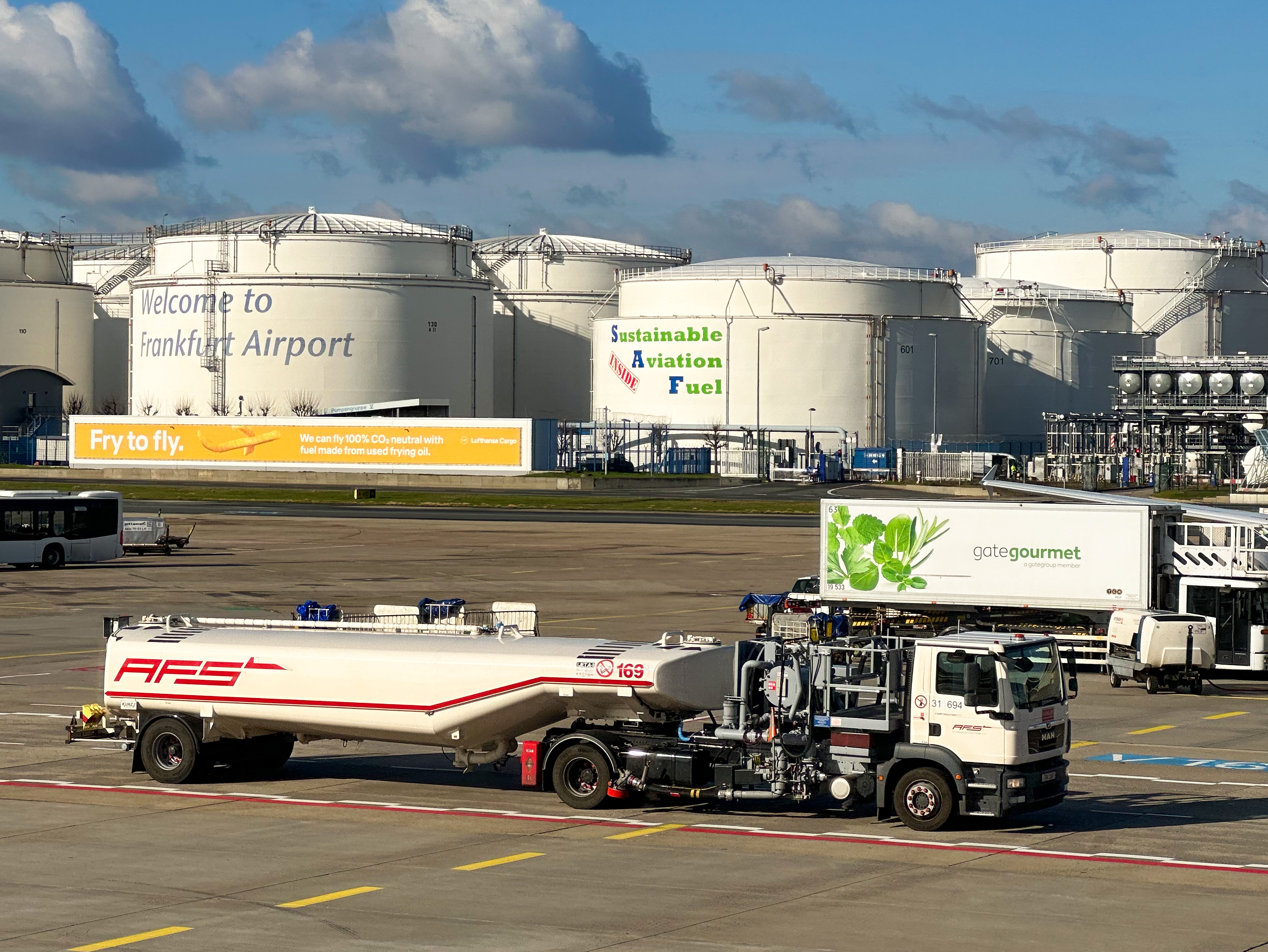
Treibstofftank für Sustainable Aviation Fuel am Frankfurter Flughafen

Sustainable Aviation Fuel (SAF) (deutsch: „Nachhaltiger Luftfahrttreibstoff“) ist ein Luftfahrttreibstoff, der aus nichtfossilen Rohstoffen nachhaltig hergestellt wurde.
Derzeit werden in der Luftfahrt fast ausschließlich „drop-in“-SAFs verwendet. Bei diesen wird mit einer je nach Verfahrensart unterschiedlichen Mischquote (aktuell bis zu 50 %) ein aus biologischen Rohstoffen produzierter Treibstoff (Biokerosin) oder synthetisch hergestellter Treibstoff (z. B. E-Fuel) rohölbasiertem Kerosin beigemischt. Dadurch entspricht das Endprodukt den internationalen Standards und Zertifizierungen der ASTM, die für konventionelles Kerosin gelten und ist mit herkömmlichen Turbinen und Tankinfrastrukturen kompatibel.
Wie bei klassischem Kerosin entstehen auch bei der Verbrennung von SAFs Emissionen wie Kohlenstoffdioxid sowie Wasserdampf und andere nicht-CO2-Emissionen. Für die Herstellung von SAFs wird allerdings CO2 aus der Atmosphäre gebunden, somit sinkt bei einer Gesamtbetrachtung des Kohlenstoffkreislaufes die Klimawirkung. Die Nachhaltigkeit der SAFs, die in der kommerziellen Luftfahrt eingesetzt werden, wird von verschiedenen Institutionen wie der ICAO auf internationaler Ebene oder der EU bewertet. Werden bei Betrachtung des gesamten Kohlenstoffkreislaufes bestimmte Werte an CO2-Reduktion erreicht und weitere Kriterien erfüllt, gilt ein SAF als nachhaltig. Es gilt zu beachten, dass SAFs selbst bei einer CO2-neutralen Wertschöpfungskette (Produktion, Transport etc.) keine komplette Klimaneutralität ermöglichen, denn die beim Verbrennen des Treibstoffes entstehenden nicht-CO2-Emissionen werden durch den Einsatz von SAFs nur in gewissem Ausmaß verringert.

## Hintergrund
Klimaneutralität in der Luftfahrt zu erreichen ist eine große Herausforderung. Während eine Steigerung der Prozesseffizienzen, neue Technologien und bessere Marktinstrumente zwar die Klimawirkung der Luftfahrt zu gewissem Maße reduzieren können, ist das wirksamste Mittel die Transformation des Energieträgers.
Von den bisherigen alternativen Energieträgern gelten SAFs als vielversprechendste unmittelbare Möglichkeit der Dekarbonisierung der Luftfahrt. Batterieantriebe sind aufgrund des hohen Gewichts der Batterien praktisch nur auf Kurzstrecken umsetzbar. Bei Wasserstoffantrieben ist das Volumen des Wasserstoffs der limitierende Faktor, zusätzlich muss aufgrund der erforderlichen Kühlung hierfür eine enorme Umwandlung der Tankinfrastruktur durchgeführt werden. Sustainable Aviation Fuels können dagegen in den bereits bestehenden Triebwerken eingesetzt werden, sowohl auf Kurz-, als auch auf Mittel- und Langstrecken.
Einer umfangreichen internationalen Studie aus dem Jahr 2020 zufolge trägt der Luftverkehr insgesamt 3,5 % zur anthropogenen Klimaerwärmung bei. Dabei besteht die gesamte Klimawirkung nur zu etwa einem Drittel aus CO2-Emissionen und zu etwa zwei Dritteln aus nicht-CO2-Effekten (zum Beispiel Stickoxide und Kondensstreifen-Zirren).
Um in der kommerziellen Luftfahrt eingesetzt werden zu können, müssen Treibstoffe spezifische Anforderungen erfüllen. Diese werden von der American Society for Testing and Materials (ASTM), festgelegt. Einige Bedingungen, wie etwa das Vorkommen von Aromaten im Treibstoff, können die meisten SAFs derzeit nicht erfüllen und müssen daher fossilem Kerosin zu einer je nach Verfahrensart unterschiedlichen Quote beigemischt werden.
Die internationale Luftverkehrs-Vereinigung IATA hat sich im Oktober 2021 das Ziel gesetzt, bis 2050 Netto-Null CO2-Emissionen zu erreichen, um das 1,5°-Ziel des Pariser Klimaabkommens einzuhalten. Die Strategie beinhaltet dabei neben neuen Technologien (z. B. Batterie- / Wasserstoffantrieb) und infrastrukturellen und operativen Verbesserungen auch die CO2-Kompensation. Die mit Abstand größten Hoffnungsträger sind in dieser Strategie jedoch die Sustainable Aviation Fuels. Im Oktober 2022 hat die Generalversammlung der internationale Zivilluftfahrtorganisation ICAO das Ziel von Netto-Null CO2-Emissionen bis 2050 festgelegt.
Ende April 2023 wurden im Rahmen der EU-Initiative ReFuelEU Aviation neue verpflichtende Beimischquoten für SAF auf Flügen innerhalb oder aus der EU festgelegt. Die Quoten betragen 2 % im Jahr 2025, 6 % im Jahr 2030, 20 % im Jahr 2035 und 70 % im Jahr 2050. Davon fallen im Jahr 2030 1,2 %, im Jahr 2035 5 % und im Jahr 2050 35 % auf PtL/E-Fuels.
Im November 2023 einigten sich die Mitgliedstaaten der ICAO darauf, dass der Anteil Sustainable Aviation Fuels den Netto-CO2-Ausstoß der globalen internationalen Luftfahrt bis 2030 um 5 % reduzieren soll.

## Herstellungsarten

### Aus biologischen Ausgangsstoffen
Bei SAF aus biologischen Rohstoffquellen dient erneuerbare Biomasse als Ausgangsstoff. Die ASTM hat derzeit 7 Produktionswege für diese zertifiziert. Jeder dieser Wege hat eigene Vor- und Nachteile bezüglich Rohstoffverfügbarkeit und -kosten, Emissionsreduktion und Herstellungsanforderungen und -kosten.
| Verfahren                                                               | Zulassung                                  | Beimischquote zu herkömmlichem Kerosin | Mögliche Ausgangsstoffe | Hersteller                                                                        |
| FT-SPK (Fischer-Tropsch Synthetic Paraffinic Kerosene)                  | 2009 in ASTM D7566 Annex 1                 | Max. 50 %                              | Erneuerbare Biomasse (Forstabfälle, fester Haushaltsmüll, Landwirtschaftsabfälle) Industrielles Rauchgas Zwischenprodukt: Synthesegas               | Fulcrum Bioenergy, Red Rock Biofuels, SG Preston, Kaidi, Sasol, Shell, Syntroleum |
| HEFA-SPK (Hydroprocessed Esters and Fatty Acids)                        | 2011 in ASTM D7566 Annex 2                 | Max. 50 %                              | Altfette (Speiseöl, Tierfett, Tallöl) | World Energy, Honeywell UOP, Neste Oil, Dynamic Fuels, EERC                       |
| HFS-SIP (Synthesized Iso-paraffin from Hydro-processed Fermented Sugar) | 2014 in ASTM D7566 Annex 3                 | Max. 10 %                              | Zucker | Amyris, Total                                                                     |
| FT-SKA (Fischer Tropsch Synthetic Kerosene with Aromatics)              | 2015 in ASTM D7566 Annex 4                 | Max. 50 %                              | Erneuerbare Biomasse (Forstabfälle, fester Haushaltsmüll, Landwirtschaftsabfälle) Industrielles Rauchgas Zwischenprodukt: Synthesegas               | Sasol                                                                             |
| ATJ-SPK (Alcohol to Jet Synthetic Paraffinic Kerosene)                  | 2016: aus Isobutanol In ASTM D7566 Annex 5 | Max. 50 %                              | Erneuerbare Biomasse (Forstabfälle, fester Haushaltsmüll, Landwirtschaftsabfälle) Industrielles Rauchgas Zucker Zwischenprodukt: Isobutanol/Ethanol | Gevo, Cobalt, Honeywell UOP, Lanzatech, Swedish Biofuels, Byogy                   |
| ATJ-SPK (Alcohol to Jet Synthetic Paraffinic Kerosene)                  | 2018: aus Ethanol In ASTM D7566 Annex 5    | Max. 50 %                              | Erneuerbare Biomasse (Forstabfälle, fester Haushaltsmüll, Landwirtschaftsabfälle) Industrielles Rauchgas Zucker Zwischenprodukt: Isobutanol/Ethanol | Gevo, Cobalt, Honeywell UOP, Lanzatech, Swedish Biofuels, Byogy                   |
| CHJ (Catalytic Hydrothermolysis Synthesized Kerosene)                   | 2020 in ASTM D7566 Annex 6                 | Max. 50 %                              | Altfette (Speiseöl, Tierfett, Tallöl) | Applied Research Associates (ARA)                                                 |
| HC-HEFA-SPK (Hydroprocessed Hydrocarbons)                               | 2020 in ASTM D7566 Annex 7                 | Max. 10 %                              | Algen | IHI Corporation                                                                   |

Zudem gibt es zwei zugelassene Co-processing Verfahren, bei denen geeignete Biomasse-Feedstocks in herkömmlichen Kerosinraffinerien dem Rohöl beigemischt werden. Das HEFA-Co-processing aus bis zu 5 % Pflanzenölen und Tierfetten wurde im Jahr 2018 zugelassen. 2020 wurde zudem das Co-processing im Fischer-Tropsch-Verfahren aus Fetten bis zu einer Mischquote von 5 % zugelassen.
Um als SAF zu gelten, ist auch die nachhaltige Herkunft der Biomasse entscheidend. Zunehmend werden Reststoffe oder Abfälle statt Anbaubiomasse verwendet. Entsprechende Kriterien werden von unterschiedlichen Institutionen festgesetzt. Diese werden in Kapitel 3 genauer erläutert.

### E-Fuels / Power to Liquid
Wenn Strom als Energieträger im Herstellungsprozess dient, werden die hergestellten SAFs auch als E-Fuels bezeichnet. In einem ersten Schritt wird erneuerbare Energie genutzt, um mittels des Elektrolyseverfahrens Wasserstoff herzustellen. In einem zweiten Syntheseschritt wird z. B. mittels Fischer-Tropsch-Synthese unter Zufuhr von CO2 aus Industrieabgasen, Biogaserzeugung oder direkt aus der Atmosphäre über ein Synthesegas ein E-Fuel hergestellt. Dieses Verfahren nennt sich Power to Liquid.
E-Fuels tragen eine entscheidende Bedeutung in der Dekarbonisierung der Luftfahrt.

### Solar to Liquid Fuels
Beim damit verwandten Solar to Liquid Verfahren erfolgt die Energiebereitstellung direkt solar-thermisch. Die Elektrolyse entfällt, Wasser und CO2 werden direkt durch die Sonnenenergie zu einem Synthesegas umgewandelt. Die weiteren Schritte entsprechen dem Power to Liquid-Grundmuster.

## Nachhaltigkeitskriterien
Die Nachhaltigkeit der SAFs, die in der kommerziellen Luftfahrt eingesetzt werden, wird von verschiedenen Institutionen bewertet. Auf internationale Ebene hat die ICAO im Rahmen des Kohlenstoffkompensations- und Reduktionsprogramms für die internationale Zivilluftfahrt (CORSIA) solche Kriterien festgelegt. Für die EU-Mitgliedsstaaten gilt die EU-Richtlinie 2018/2001 zur Förderung der Nutzung von Energie aus erneuerbaren Quellen.

### EU-Richtlinie 2018/2001
Im Rahmen der Neufassung der EU-Richtlinie 2009/28/EG zur Förderung der Nutzung von Energie aus erneuerbaren Quellen wurden unter Artikel 29 mehrere Kriterien zur Nachhaltigkeit und Treibhausgaseinsparung für die Rohstoffe unter anderem von biobasierten Sustainable Aviation Fuels festgelegt. Unter Einhaltung dieser Kriterien können Mitgliedsstaaten die Kraftstoffe zum Unionsziel zu erneuerbaren Energien und ihren nationalen Verpflichtungen zur Nutzung dieser nachkommen sowie finanzielle Förderungen erhalten. Die nationalen Verpflichtungen sind in Artikel 25 festgelegt: ein Mindestanteil von 14 % erneuerbarer Energien im Verkehrssektor sowie Mindestanteile (aktuell 0,2 %, ab 2025 1 % und ab 2030 3,5 %) an fortschrittlichen Kraftstoffen. Für diese können zum Beispiel an Land kultivierte Algen, nicht-recyclebare Abfälle, Stroh, Mist/Gülle, oder Forstabfälle als Rohstoffe genutzt werden (vgl. Anhang IX).
Die Rohstoffkriterien sind in den Absätzen 2 bis 7 und 10 festgelegt, wobei für Kraftstoffe aus Abfällen und Reststoffen (Ausnahme: land- / forst- / fischereiwirtschaftliche Reststoffe) nur Absatz 10 für die Anrechenbarkeit erfüllt sein muss.
Absatz 2: Landwirtschaftliche Reststoffe (z. B. Stroh) müssen aus Böden stammen, die auf nationaler Ebene auf ihre ausreichende Bodenqualität und ihren Kohlenstoffbestand geprüft werden.
Absatz 3: Die Herkunftsflächen der Rohstoffe dürfen keine hohe biologische Vielfalt aufweisen (z. B. Primärwälder oder Naturschutzgebiete)
Absatz 4: Die Herkunftsflächen der Rohstoffe dürfen keinen hohen Kohlenstoffbestand haben (z. B. einstige Feuchtgebiete)
Absatz 5: Die Herkunftsflächen der Rohstoffe dürfen keine einstigen Torfmoore sein.
Absatz 6: Forstwirtschaftliche Biomasse wird hinsichtlich weiterer Nachhaltigkeitskriterien geprüft.
Absatz 7: Anforderungen für Landnutzung, Landnutzungsänderung und Forstwirtschaft werden erfüllt (LULUCF)
Absatz 10: Damit Treibhausgaseinsparungen angerechnet werden können, müssen diese die folgenden Prozentsätze betragen:
50% in Produktionsstätten mit Betriebsbeginn vor dem 06.10.2015
60% in Produktionsstätten mit Betriebsbeginn zwischen 06.10.2015 und 31.12.2020
65% in Produktionsstätten mit Betriebsbeginn nach dem 31.12.2020
Die Berechnungsmethodik dieser Einsparungen wird in Artikel 31 festgelegt: Diese erfolgt über verschiedene Varianten, eine davon vergleicht die Gesamtemissionen bei der Verwendung des Biokraftstoffes mit den Gesamtemissionen eines Komparators für Fossilbrennstoffe im Verkehrssektor, für den eine Vergleichsgröße von 94 gCO2eq/MJ gilt.
Die Absätze 3–5 verbieten Verfahren, die als Direct Land Use Change bezeichnet werden. Solche Verfahren funktionieren natürliche Flächen zum Rohstoffanbau um. Davon zu unterscheiden ist der Indirect Land Use Change, bei dem zum Nahrungsanbau bereits umgewandelte Flächen zum Rohstoffanbau verwendet werden; als Folge dessen müssen neue natürliche Flächen wiederum zum Nahrungsanbau umfunktioniert werden. Der Rohstoffanbau ist hier also nur indirekt für die Zerstörung der Flächen verantwortlich. Richtlinien für die Miteinbeziehung des Indirect Land Use Change sind unter Artikel 26 festgelegt.

### CORSIA
Im Rahmen des Kohlenstoffkompensations- und Reduktionsprogramms für die internationale Zivilluftfahrt (CORSIA) wurde folgende Richtlinie für die Anerkennung eines SAF als „CORSIA eligible fuel“ (CEF) festgelegt: auf einer Lebenszyklus-Basis müssen die Treibhausgasemissionen mindestens 10 % unter denen herkömmlicher rohölbasierter Kerosine liegen (statt 89 gCO2/MJ maximal 80,1 gCO2/MJ). Zudem darf die als Ausgangsstoff verwendete Biomasse nicht aus Flächen mit hohem Kohlenstoffbestand liegen. Des Weiteren wird in CORSIA zwischen SAFs und lower carbon aviation fuels (LCAFs) unterschieden. Während SAFs aus erneuerbaren Rohstoffen oder Abfällen stammen müssen, können LCAFs aus fossilen Quellen stammen. Dabei muss jedoch eine 10%ige Reduktion der Treibhausgasemissionen auf Lebenszyklus-Basis erreicht werden. Bei der Berechnung der Lebenszyklus-Emissionen werden je nach Rohstoffquelle verschiedene Faktoren miteinbezogen: ist diese den Kategorien „Main“ oder „Co-Products“ zuzuordnen, werden Emissionen der Rohstoffproduktion dazu gerechnet, für Ausgangsstoffe der Kategorien „Residues“, „Wastes“ oder „By-Products“ nicht.

## Potenzial und bisherige Nutzung
Die Herstellungskosten für Sustainable Aviation Fuel liegen aktuell (Stand Juni 2022) beim 2- bis 3-fachen (biobasierte SAFs) bzw. beim 10-fachen (synthetische SAFs) von fossilem Kerosin. Produktionskapazitäten der biobasierten SAFs sind bereits vorhanden oder kurzfristig aufbaubar, teilweise existieren bereits etablierte Prozesse und rechtliche Regelungen. Allerdings sind verfügbare Rohstoffflächen weltweit begrenzt und wenig ausbaubar. Abfälle und Reststoffe, die als nachhaltige Rohstoffquellen dienen können, sind ebenfalls begrenzt. Dahingegen sind synthetische SAF eine junge Technologie, zurzeit existieren nur Test- oder Demoanlagen. Jedoch existiert bei diesen Verfahren ein hohes Expansionspotenzial: Theoretisch könnten solche SAFs den gesamten Kerosinbedarf der Luftfahrt decken, auch der Flächen- und Wasserbedarf beläuft sich nur auf einen Bruchteil verglichen mit dem Bedarf für Anbaubiomasse. Es besteht ein großer Raum für Materialinnovationen beim Konversionsprozess, bei der Elektrolyse und beim Solar to Liquid-Prozess.
Nach Angaben der Europäischen Kommission können SAF die CO2-Emissionen je nach verwendetem Rohstoff zwischen 20 % und 95 % reduzieren. CO2-Neutralität ist theoretisch nur möglich, wenn die gesamte Lieferkette vollständig dekarbonisiert ist.
Der erste Testflug mit SAF fand im Jahr 2008 mit der Airline Virgin Atlantic statt. Zwischen 2011 und 2015 fanden über 2500 kommerzielle Passagierflüge mit bis zu 50 % beigemischtem SAF statt. Als Ausgangsstoffe dienten gebrauchte Speiseöle, Algen, Jatropha und Camelinaöl. Im Januar 2016 wurde am Flughafen Oslo erstmals SAF in ein Tanksystem eingespeist. Mittlerweile haben zusätzlich die Flughäfen Bergen, Brisbane, Los Angeles und Stockholm SAFs in ihr reguläres Tanksystem aufgenommen. Im Jahr 2018 belief sich die Produktion von SAFs auf 15 Millionen Liter. Dies stellt jedoch nur weniger als 0,1 % des gesamten Kerosinverbrauchs dar. Im April 2021 wurden erste Testflüge mit 100 % SAF von Airbus, dem DLR, dem SAF-Hersteller Neste und Rolls-Royce im Rahmen des Projekts ECLIF3 durchgeführt.
Über aktuelle Ergebnisse des ECLIF3-Projekts berichteten am 6. Juni 2024 bei einer gemeinsamen Pressekonferenz auf der ILA in Berlin die beteiligten Projekt-Partner DLR, Airbus, Rolls-Royce und Neste. Bei Flügen eines Airbus A350 mit Rolls-Royce Trent XWB-Triebwerken, die mit 100 Prozent SAF betrieben wurden, wurden die Emissionen von einer direkt im Abgasstrahl folgenden FALCON 20E des DLR untersucht. Der SAF-Kraftstoff hatte im Vergleich zum Jet A-1 Kraftstoff einen geringeren Ausstoß von Rußpartikeln und eine deutlich geringere Eiskristallbildung im Kondensstreifen, so dass nach der verwendeten Klima-Simulationen des DLR der klimaerwärmende Effekt des Kondensstreifens um etwa 26 Prozent reduziert bewertet wird. Das Fliegen mit SAF mindert nicht nur den CO2-Fußabdruck, sondern auch die direkten klimabeeinflussenden Effekte von Kondensstreifen.

## SAF Quoten in der EU
Ab dem Jahr 2025 müssen gemäß der ReFuelEU Aviation-Verordnung Fluggesellschaften in der EU mindestens zwei Prozent SAF verwenden. 2030 steigt die Quote auf sechs Prozent und bis 2050 schließlich auf 70 Prozent.